# 黄杨扁担
《黄杨扁担》是重庆民歌、花灯歌舞名曲，起源于中国重庆市秀山县白粉墙村（今黄杨扁担村）。

## 历史
1957年2月，四川省歌舞团、重庆市歌舞团、成都战旗文工团的文艺工作者前往秀山，在白粉墙村找到了花灯的掌调师（花灯歌舞表演的主唱）严思和，收集到《黄杨扁担》和《一把菜籽》，由林祖炎、金干记谱，1958年在《四川花灯歌曲》中出版。1958年歌唱家朱宝勇首次演唱《黄杨扁担》，后被歌唱家李双江、蒋大为等演唱。1984年收入《中国民歌选集》。后收入《世界曲集》。1987年春节，中国中央电视台播出了《黄杨扁担》改编演奏的交响乐《黄杨扁担》。1993年，秀山土家族苗族自治县成立十周年，县政府确定《黄杨扁担》为县歌。

## 争议
酉阳和秀山就《黄杨扁担》起源地有争议，2002年由《秀山报》跟踪报道，《中国民族报》记者深入秀山农村调查民歌《黄杨扁担》的起源、传播与现状。确认发源地在秀山。